# Klaudius Pauli
Klaudius Pauli, latinsky Claudius, nesprávně též Paulus byl františkán německého jazyka žijící a působící v české řádové provincii a českých zemích. První známé stopy jeho aktivit směřují do konventu františkánů v Moravské Třebové, kde působil v letech 1743 až 1745 jako duchovní asistent (exhortator) Třetího františkánského řádu a ředitel křížových cest. V následujících letech byl snad dle františkánských zvyklostí přeložen do jiného konventu, nicméně v roce 1751 bychom jej potkali opět v Moravské Třebové. Spolubratři mu zde svěřili funkci novicmistra připravujícího budoucí řeholníky v noviciátu na řádové sliby. Tehdy (v roce 1751) si zde zaznamenal osmidenní duchovní cvičení (exercicie) pro řeholníky, zřejmě současně realizovaná v místním konventu. Claudius Pauli však nebyl jen vychovatelem řádového dorostu, ale také hudebníkem. Obě činnosti se mu navíc vzájemně prolínaly, když vzdělávání ve zpěvu patřilo k jedné z náplní františkánského noviciátu. Spolu s anonymním klerikem v noviciátu, původem z Kadaně takto v roce 1751 zapsali do dvou svazků dvouhlasé sborové mešní doprovody užívané mezi františkány v českých zemích. Spolu s dalšími rukopisy se shodnou vazbou a úpravou tyto pak zřejmě řeholníci a novicové používali na kůru třebovského řádového kostela sv. Josefa k doprovodu slavených mší.
Na svém dalším působišti v Kadani, rovněž jako novicmistr, byl totiž roku 1753 písařem a částečně snad i autorem zpěvníku pro liturgii v místním kostele Čtrnácti svatých Pomocníků. V roce 1755 byl v plzeňském klášteře ustanoven kazatelem a klášterním vikářem. Po třech letech se vrací do Moravské Třebové, kde byl na období let 1757 až 1759 jmenován kvardiánem.
Své zmíněné osmidenní exercicie praktikoval Pauli v podobné nebo pozměněné podobě opakovaně v různých klášterech a byly zřejmě oblíbené. Sám si je opakovaně do rukopisu pod titulem Disciplina monastica zaznamenal, snad při jejich provádění v klášteře v Hájku. Další opis Pauliho duchovních cvičení si patrně v roce 1754 zapsal v Kadani tehdejší novic Pavel Fanta († 1796). Později, konkrétně v roce 1763, byl františkán Klaudius Pauli kvardiánem o pár desítek let později zrušeného kláštera u Sv. Barbory v Opavě. Ve funkci opavského klášterního představeného rovněž patrně zemřel. Nikoli však přímo v domovském konventu, ale na cestách, zřejmě s poutním zaměřením. Pozemskou pouť dokončil 8. května 1763 ve vsi Stare Tarnowice mezi polskými městy Gliwice a Čenstochová. Při nejbližším františkánském konventu v Gliwicích byl pohřben. 